# 디컨 화이트
제임스 로리 "디컨" 화이트(James Laurie "Deacon" White, 1847년 12월 2일 ~ 1939년 7월 7일)은 19세기 메이저 리그 야구 선수로, 선수 시절 포수와 3루수로 활약하며 명성을 떨쳤다. 통산 타율 .312, 2066안타, 756타점을 기록했으며, 2013년 7월 미국 야구 명예의 전당에 헌액되었다.